# Веселин Тодоров
Веселин Тодоров (познат още с прякора Весо Кокала) е български рок музикант, основател на група Фактор.

## Биография
Веселин Тодоров е роден на 16 април 1949 г. в Перник. За първи път отива на рок концерт през есента на 1964 г., когато е на 15-годишна възраст. Концертът се провежда в зала „Универсиада“, където гостува шведският състав „Северни тигри“ с певица Джейн Сверт. Групата изпълнява песни на известния английски скифъл състав „Шедоус“, който много добре познава още от първите му изяви в края на 50-те години.
Завършва право в Софийския държавен университет през 1975 г. Има диплома, специалност „Автомобили, експлоатация, поддържане и ремонт“, от Техникума по енергетика „Вилхелм Пик“. Не практикува нито като юрист, нито като автомеханик.
Автор е на няколко песни за Българското радио и Националната телевизия. Печелил е награди от САЩ, Нашвил, Ирландия, Кевън, „Златния Орфей“, Грузия, и др.
През 1990 г. основава музикална къща „Фактор“. Съветник е при „закона за защита на културата“ и е член на управителния съвет на „Мюзикаутор“.
Издава автобиографичната книга „От тъмната страна на Земята“ през 2007 г., в която пише за българската рок сцена, група „Фактор“ и личния си живот.